# Poppodium Volt

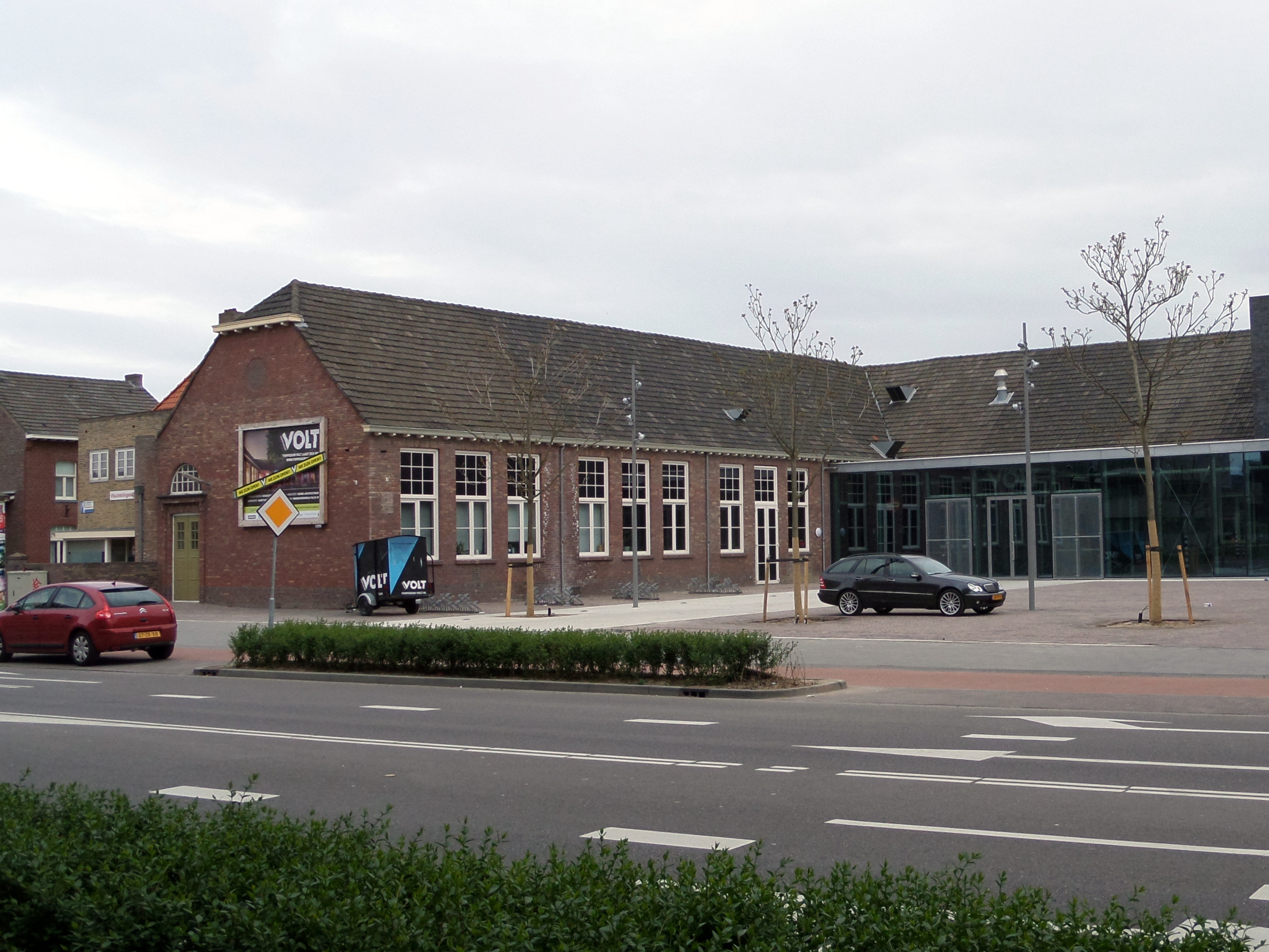
Poppodium Volt aan de Odasingel te Sittard

Poppodium Volt is een cultureel muziekpodium in de Nederlandse stad Sittard (provincie Limburg) dat activiteiten organiseert voor jongeren en voor muziek- en cultuurliefhebbers in het algemeen. Poppodium Volt bestaat sinds maart 2014, daarvoor heette het Fenix.
Fenix ontstond in 2005 uit een cultureel jongerencentrum dat in een voormalig schoolgebouw aan de Odasingel was gevestigd. Enkele bekende artiesten zoals Novastar, The Levellers en Jaya The Cat traden er al meermaals op. Eind maart 2013 werd het centrum gesloten voor een grote verbouwing en heropende zijn deuren op 14 maart 2014 onder de nieuwe naam Poppodium Volt, een  dag later het optreden van Blaudzun. Het poppodium heeft een capaciteit van 700 bezoekers. In december 2015 werd bekend dat onder andere Poppodium Volt in 2016 door het Fonds Podiumkunsten aangewezen werd als kernpodium binnen de subsidie Programmering Podium Popmuziek. Er is ook een mogelijkheid om te repeteren in een van de twee repetitieruimtes. Per 1 februari 2018 is poppodium Volt onderdeel van het cultuurbedrijf De Domijnen.